# Iron Maiden
Iron Maiden (А́йрон Ме́йден, укр. Залізна діва) — британський рок-гурт з Лейтона, Лондон, заснований у 1975 році. Гурт вважають одним із найпопулярніших і найвагоміших виконавців у стилі хеві-метал, частиною «Нової хвилі британського важкого металу» (NWOBHM). Iron Maiden продав понад 120 мільйонів копій своїх альбомів у всьому світі; три з них досягли першого місця і 15 потрапили в Тор-10 хіт-парадів у Британії.
Незважаючи на малу підтримку радіо чи телебачення, Iron Maiden є одним із найуспішніших метал-гуртів в історії, за даними The New York Times від 2010 року, понад 85 мільйонів платівок розійшлося по всьому світу. Гурт отримав Нагороду Айвор Новелло за міжнародні досягнення в 2002 році. Станом на жовтень 2013 року гурт відіграв понад 2000 концертів протягом всієї своєї кар'єри. Протягом 40 років гурт має свого відомого маскота, «Едді», який з'явився майже на всіх їх обкладинках альбомів і синглів, а також на концертах.

## Історія гурту

### Ранні роки (1975–1978)
Гурт Iron Maiden був заснований на Різдво 1975 року бас-гітаристом Стівом Гаррісом. Назва гурту, «Залізна Діва», була запозичена Стівом із кінофільму «Людина в залізній масці», де фігурувало середньовічне знаряддя тортур із такою назвою. Після кількох місяців репетицій Iron Maiden зіграли свій перший концерт у Залі Св. Нікса 1 травня 1976 року.
Незабаром, після чергового виступу в пабі Cart And Horses (місто Стратфорд), гурт покинув Пол Дей, який відіграв з Iron Maiden 26 концертів. Його змінив Денніс Вілкок (також колишній учасник Smiler), котрий мав слабкіший голос, але вмів гарно поводити себе на сцені. Денніс часто робив фокус із кров'яними капсулами: він проводив лезом меча по губах і з рота починала цебеніти кров.
Прослуховування разом з Вілкоком проходив також Дейв Меррей. Гурт усвідомив, що необхідно міняти звучання, а здійснити це було можливо лиш за умови залучення нових учасників. Із приєднанням Меррея планувалося збільшити склад учасників до шістьох, але Салліван і Ренс через те, що мали сім'ю, оголосили про вихід із гурту (висловлювалась також версія, що їх вихід був викликаний появою більш технічного гітариста Меррея). Незабаром до Iron Maiden приєднався другий гітарист Роб «Боб Сойєр» Ейнджело.
Виявляючи свої лідерські якості, Денніс Вілкок часто конфліктував з іншими членами гурту. Незабаром через особисту неприязнь він поставив вимогу Гаррісу звільнити Дейва Мюррея. Гарріс розумів, що знайти доброго фронтмена куди складніше, ніж гітариста, і тому піддався на умови Денніса. Незабаром таким же шляхом були звільнені Боб Сойер і Рон Метьюз.
Новим гітаристом став Террі Вопром, а місце ударника зайняв Баррі «Громовідвід» Грехем. Усвідомлюючи, що одного гітариста недостатньо, колектив знайшов рішення в особі Тоні Мура, котрий став клавішником Iron Maiden. Але після декількох виступів стало очевидно, що таке рішення не є виходом зі становища. Весною 1977 року про свій вихід заявив Вілкок. Гра Грехема ставала дедалі гіршою, а недоречність клавішних уже після першого виступу ні в кого не викликала сумнівів.
У підсумку Гарріс запросив на місце ударника свого колишнього колегу зі Smiler Даґа Семпсона. На місце другого гітариста було вирішено знову прийняти Дейва Меррея, хоча цього разу проти виступив Террі Ренс, котрий звик грати сам і не бажав приєднання другого гітариста. Це і стало причиною його виходу. Новим вокалістом незабаром був найнятий Пол Ді’Анно.

«He wasnt this tight-white-spandex-trousered screamer. He was this gruff urchin, this rough-and-tumble guy. It added this real interesting edge to Maiden’s music.» — Geoff Barton

Приблизно в той же час гурт почав експериментувати з маскою театру кабукі, яка висіла на стіні над барабанщиком і у визначений момент вивергала кров (ідейний спадок, залишений Вілкоком). Ця маска стала прототипом для створення символу гурту.
Зміни складів не припинялися, оскільки музиканти перебували в пошуку другого гітариста. Пол Тод протримався у гурті тиждень, Тоні Парсонс — декілька місяців, Mad Mac відіграв лиш пару виступів. При цьому постійні гастролі тривали усім королівством.

#### Контракт і перші релізи (1978-1981)
Накопичені гроші дали змогу музикантам зробити перший демо, запис якого проходив у студії Spaceward у Кембриджі. За декілька днів перед Новим роком (в цей час надавалися знижки) Iron Maiden записали чотири композиції — «Prowler», «Invasion», «Iron Maiden» і «Strange World». Студійна сесія обійшлася гурту в £200. Але музиканти не змогли викупити майстер-плівки, вирішивши повернутися через тиждень. Але на момент їх повернення студія загубила всі записи, тому Iron Maiden довелось задовольнятися касетними копіями. Демо не мав особливої популярності, доки не опинився у ді-джея клубу Bandwagon, прихильника важкої музики Ніла Кея. Багато в чому завдяки йому незабаром композиція «Prowler» досягла № 1 місця в метал-чарті.
Незабаром колектив був запрошений для живого виступу до клубу Soundhouse. Популярність зростала та привернула увагу декількох незалежних лейблів, котрі були готові підписати контракт із гуртом, який на їх думку звучав достатньо панково, але лиш за умовою, що Iron Maiden зістрижуть довге волосся. Гарріс, котрий не йшов і на менші компроміси, категорично відповідав усім відмовою.
Через свого знайомого Гарріс познайомився із Родом Смоллвудом, який незабаром став продюсером гурту. Род відразу ж організував декілька концертів. 3 вересня вони виступили «розігрівом» на секретному концерті Motörhead в клубі «Music Machine». А 6 вересня із гуртом трапився курйоз. За 5 хвилин до виходу на сцену в клубі «The Swan» поліція заарештувала Пола Ді’Анно за несанкціоноване носіння холодної зброї. Довелось Iron Maiden виступати втрьох, граючи в основному інструментальні речі. Декілька пісень все ж було виконано в оригінальних варіантах, причому вокальні партії взяв на себе Стів Гарріс.
Для привертання більшої уваги Смоллвуд порадив видати три пісні — «Invasion», «Iron Maiden» і «Prowler» — окремим синглом, який можна було б розповсюджувати на концертах. Пропозицію було здійснено з виходом The Soundhouse Tapes (на честь закладу Ніла Кея), випущеним на власному лейблі гурту Rock Hard Records. Було зроблено 5000 копій, які розійшлися в лічені місяці, враховуючи той факт, що купити платівку можна було тільки на концертах гурту або замовивши поштою.
Гурт також здобув увагу з боку преси: ведучий рок-журналіст Джефф Бартон вперше посвятив їм окрему статтю в журналі Sounds, де поза іншим друкував серію статей про груп-представників нової хвилі британського хеві-метала.
Ріст популярності привернув увагу представників компанії EMI, котрі, вражені концертом гурту, негайно підписали з ними контракт (листопад 1979 р).
Напружена робота, щільний гастрольний графік, алкоголь, паління, недосипання — все відразу позначилося на здоров'ї Даґа Семпсона, ставши причиною його виходу. Новим ударником став Клайв Барр, якого запросив на прослуховування новий гітарист гурту Деніс Стреттон. Новий склад відразу ж рушив у студію записувати дебютний альбом із продюсером Віллом Малоне. Але ще до його виходу на прилавках крамниць з'являється сингл із піснею «Running Free» (на другому боці була розміщена річ «Burning Ambition», записана ще старим складом). Незважаючи на свою простоту, «Running Free» — одна з найяскравіших пісень у творчості раннього періоду, і не дивно, що сингл без складнощів забрався у Top-50 англійського хіт-параду. На його обкладинці вперше з'являється Едді. В березні 1980 р. Iron Maiden виступили у програмі Top Of The Pops (вперше після The Who в 1974 р.). Виступ в передачі сприяв росту успіху гурту, в результаті сингл «Running Free» досяг 34 місця в англійському хіт-параді.
Дебютний альбом, однойменний гурту — Iron Maiden — вийшов у квітні 1980 року і відразу мав успіх: він піднявся до четвертого місця у британському чарті продажів альбомів, що й не дивно, тому що альбом становив збірку найкращих пісень, виконаних гуртом протягом попередніх чотирьох років. Альбом являв собою хеві-метал у дусі Black Sabbath, але більш швидкий та енергійний, із деяким впливом панк-року та войовничими та розбещеними текстами.
Вже на першому альбомі, оформлювачем якого виступив Дерек Ріґз, почало з'являтися чортеня-зомбі, прозване Eddie the Head (Едді-голова). Едді став талісманом гурту і відтоді зображувався на всіх її обкладинках. Він з'являвся також на сцені під час концертів гурту (спочатку в масці вибігав Род Смоллвуд, потім — турменеджери). На обкладинках двох ранніх синглів, «Sanctuary» і «Women in Uniform», Едді був зображений у бійці з Маргарет Тетчер, прем'єр-міністром Великої Британії, що спочатку зажило гурту протестну і трохи скандальну репутацію.
У травні гурт рушив у велике англійське турне, відкриваючи виступи Judas Priest, а потім влаштував серію власних концертів. Перед виступом в Единбурзі з'ясувалося, що Клайв Барр заробив серйозний розлад шлунка і не може грати. Тим не менш, голова гастрольної команди Вік Велла та інші дорожники принесли Клайва на сцену на руках і посадили за ударну установку. Концерт він відіграв, але після його закінчення знепритомнів, не встаючи з-за барабанів. У кінці літа Iron Maiden підтримують у Європі Kiss і грають на фестивалі в Рідинзі перед UFO. З поверненням з гастролей Деніс Стреттон покинув гурт через музичні розбіжності з Гаррісом.
Новим гітаристом став Адріан Сміт, лідер гурту Urchin і колишній однокласник Дейва Меррея. Його запрошували приєднатися до Iron Maiden ще перед Денісом Стреттоном, але Адріан сподівався пробитися зі своїм гуртом, що в результаті не вдалося.
Другий альбом, Killers був доволі холодно зустрінутий критикою. Iron Maiden провели свій перший світовий тур, відвідавши США, Канаду і Японію. Починаючи з цього альбому, продюсером гурту став Мартін Бірч. В цей час більшість музикантів були незадоволені роботою вокаліста Ді’Анно: він багато пив, вживав наркотики й часто не міг співати на необхідному рівні.
Рішенням гурту Пол був звільнений, його місце зайняв Брюс Дікінсон (ще один колишній учасник Samson), що став пізніше найвідомішим «голосом» Iron Maiden. Ді’Анно продовжив кар'єру, заснувавши однойменний його останньому альбому з «дівою» гурт Killers.

### Успіх (1981–1985)
Поява менш панкового й більш артистичного фронтмена, ніж Ді’Анно, сприяла зростанню популярності гурту. 1982 року вийшов The Number of the Beast (Число Звіра): третій альбом гурту і перший з участю Дікінсона. Брюс, хоча виконав усі вокальні партії на альбомі, навіть не згадувався в титрах під час першого видання, тому що мав контракт із іншою студією, яка погрожувала йому позовом. Альбом супроводжувався цілим рядом синглів — на пісні «Run to the Hills», «The Number of the Beast», «Hallowed Be Thy Name» — і став проривом для гурту, зайнявши перше місце в чартах продажів у Британії, потрапивши в десятку найкращих у США, Канаді й Австралії. На підтримку альбому гурт провів тур «Beast on the Road», що завершився аншлаговим концертом в Нью-Йоркському паладіумі. Американська частина турне супроводжувалася тиском з боку громадськості, оскільки гурт був обвинувачений в сатанізмі через титульний трек альбому.
У грудні 1982 року барабанщик Клайв Барр був звільнений з Iron Maiden і замінений Ніко Мак-Брейном з французького гурту Trust. Незважаючи на те, Гарріс стверджує, що його звільнення відбулося через те, що його живі виступи були порушені закулісною діяльністю, Барр заперечував на це і стверджував, що був несправедливо відсторонений від гурту. Незабаром після цього гурт вперше вирушив на Багами, щоб записати перший з трьох послідовних альбомів на Compass Point Studios. 1983 року вийшов Piece of Mind, який досяг 3 рядку у Великій Британії, і став дебютом в північноамериканських чартах, досягнувши 70 рядку в Billboard 200. Piece of Mind містить у собі успішні сингли «The Trooper» і «Flight of Icarus», останній з яких є однією з небагатьох пісень гурту, що отримали значну ротацію в США.
Натхнені успіхом платівки, Iron Maiden у вересні 1984 року випустили альбом Powerslave. Тур World Slavery Tour, проведений на підтримку, донедавна був наймасштабнішим в історії гурту, оскільки містив понад 193 виступів і тривав понад 13 місяців.

### Експерименти (1986–1989)
Під час туру на підтримку альбому гурт став хедлайнером фестивалю Monsters of Rock: на першому концерті, 20 серпня 1988 року гурт відіграв перед найчисленнішим натовпом в історії фестивалю (107,000 осіб). Однак фестиваль був затьмарений смертю двох фанатів у натовпі під час виступу Guns N' Roses; через це наступного року фестиваль був скасований. Тур закінчився кількома шоу у Великій Британії в листопаді і грудні 1988 року, з концертами в NEC Arena, Бірмінгемі, які були записані для концертного відео під назвою Maiden England. Протягом туру басовий технік Гарріса, Майкл Кенні, виконував клавішні партії.

### Зрушення (1989–1994)
Адріан Сміт скептично ставився до експериментів Гарріса і в 1990 році залишив гурт через стилістичні розбіжності. Його замінив Янік Ґерс — екс-гітарист Gillan та White Spirit. У той самий час Брюс Дікінсон записав свій перший сольний альбом Tattooed Millionaire, а в кінці того ж року вийшов альбом No Prayer for the Dying, який відзначився важчим порівнюючи з попередніми альбомами звуком. Пісня «Bring Your Daughter… to the Slaughter» вийшла окремим синглом і ввійшла в саундтрек до фільму «Кошмар на Вулиці В'язів-5». Вслід був записаний Fear of the Dark, один із найвідоміших альбомів гурту, що знов потрапив на верхні рядки хіт-парадів. Едді перетерпів значні зміни, тому що вперше художником-оформлювачем був не Дерек Ріґґс, а Мелвін Ґрант. Після виходу альбому гурт провів світовий тур, запис якого був випущений на концертному альбомі The Real Live Dead One. В останньому концерті брав участь ілюзіоніст Саймон Дрейк, котрий демонстрував свої фокуси-жахи протягом перерв між виступами гурту.
Ще до початку туру стало відомо, що Брюс Дікінсон, «голос» гурту, залишає Iron Maiden. Брюс був незадоволений останніми роботами гурту й хотів у своїй сольній кар'єрі вільніше експериментувати з різними стилями. 28 серпня 1993 року Брюс Дікінсон відіграв останній виступ з Iron Maiden, після чого його місце зайняв Блейз Бейлі із Wolfsbane.

### Вітри зміни (1994–1999)
У новому складі гурт випустив альбом The X Factor в 1995 і Virtual XI в 1998. Альбоми були практично повністю написані Стівом Гаррісом, котрий почав експериментувати з клавішними і електронною обробкою звуку. Однак відсутність популярного Дікінсона позначилося негативно на популярності гурту і продажах альбомів, які поступалися попереднім показникам.
Тур на підтримку альбомів, намічений на наступний рік, був зірваний з вини Блейза. Вокаліст страждав від нападів алергії, тому не зміг взяти участь у живих виступах.

### Повернення Дікінсона і Сміта,Brave New World(1999-2002)
Iron Maiden провели тур, названий Ed Hunter, тільки в 1999 році, і для участі в ньому були запрошені колишні музиканти гурту: Брюс Дікінсон та Адріан Сміт. Гурт возз'єднався і був записаний альбом Brave New World (2000), після чого відбувся тур на його підтримку. Тур був такий вдалий, що виступ возз'єднаного гурту в Ріо-де-Жанейро вийшло окремим концертним DVD Rock in Rio.
Дікінсон і Сміт прийняли рішення залишитися з гуртом на постійній основі. При цьому ні Янік Ґерс, ні Дейв Меррей не покинули її складу, таким чином, в Iron Maiden опинилося ураз три гітаристи і шість постійних музикантів загалом. Це помітно позначилось на стилі їх наступних альбомів: Brave New World (2000) і Dance of Death (2003). На цих альбомах гурт продемонстрував елементи прогресивного метала: записував пісні більшої довжини — до тринадцяти хвилин, з багатохвилинними соло, часто здійсненими всіма трьома гітаристами по черзі.
Популярність гурту знов рушила вгору. Кожний тур Iron Maiden був успішним, відеокліпи транслювалися телебаченням.

### Недавні роки (2006–дотепер)

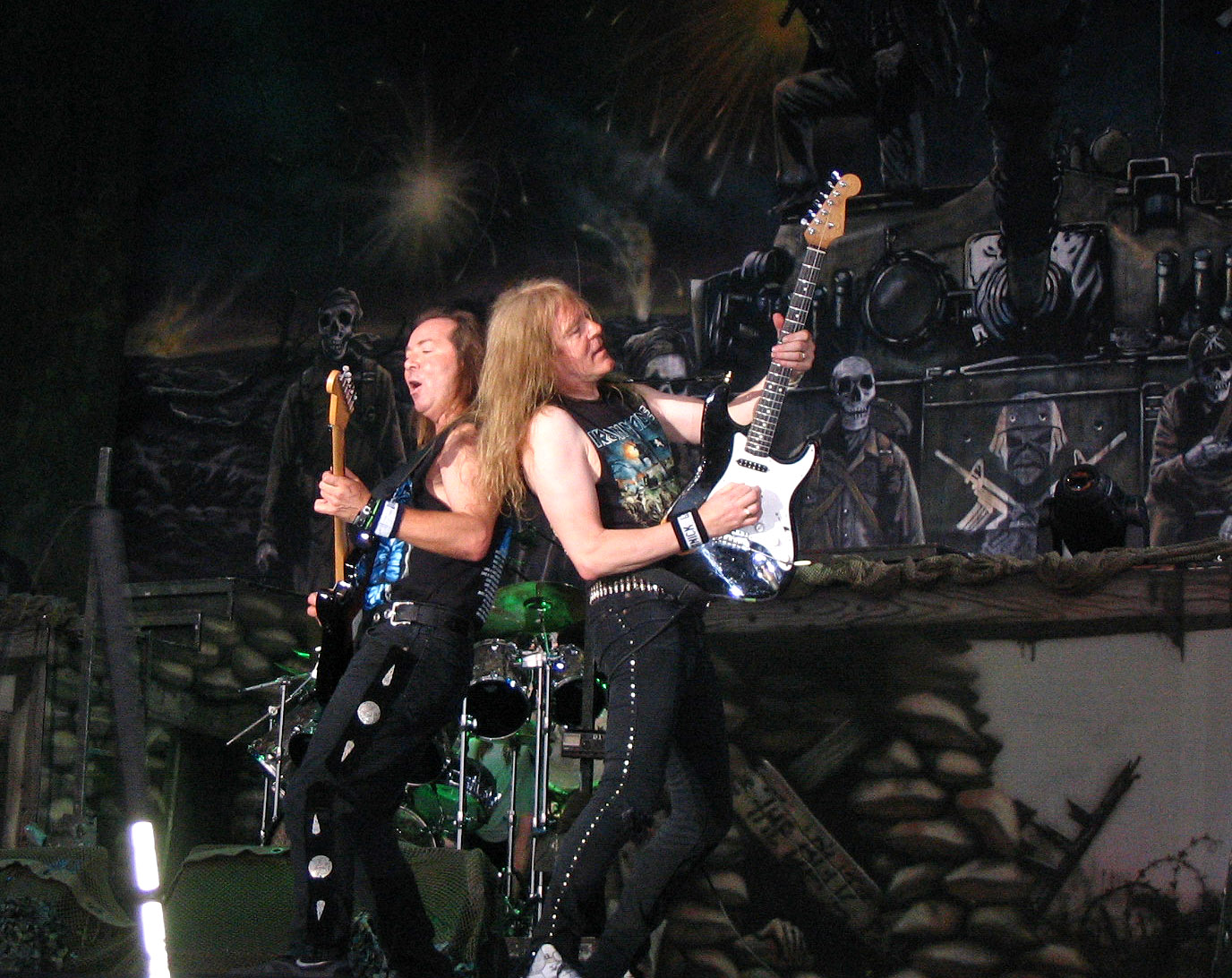
Дейв Меррей та Янік Ґерс

Восени 2006 року Iron Maiden випустили альбом A Matter Of Life And Death. Найчастіші теми  альбому — війна і релігія, і це також видно на художніх роботах альбому.
За альбомом пройшло успішне турне Північною Америкою та Європою, протягом якого вони вперше грали альбом повністю. Група оголосила, що живий альбом, записаний під час цього турне, буде видано. Це було протягом турне 2007 року, коли Iron Maiden зіграла в Бангалорі, Індія, вперше перед 35,000 фанами. Група також була хедлайнером фестивалю «The Desert Rock Festival» у Дубаї, розпродавши фестиваль з натовпом 20,000.
Iron Maiden записала живу сесію в «Abbey Road Studios» для альбому Live from Abbey Road в грудні 2006. Їх робота була прикрита в епізоді пліч-о-пліч сесії з Наташою Бедінгфілд і Gipsy Kings в березні 2007 на Каналі 4 (Велика Британія) і 2007 червня на Каналі Sundance (США).
У 2007, група підтвердила декілька головних виступів у всьому світі, щоб сформувати другий етап турне A Matter Of Life And Death, котрий тепер назвали A Matter of the Beast, щоб відзначити 25-у річницю альбому The Number of the Beast. Група оголосила що планує грати п'ять пісень з A Matter Of Life And Death і п'ять з The Number of the Beast, але групи грала тільки чотири пісні з The Number of the Beast. 24 червня вони закінчили турне з одноразовою роботою в лондонській Академії Брикстон в допомогу Довірчому фонду.
5 вересня 2007, група оголосила їх світове турне Somewhere Back In Time, яке пов'язане в з їхнім DVD у Live After Death альбомі. Сет для турне складався з хітів від 80-х, зі специфічним центром на ері Powerslave. Турне почалося в Мумбаї, Індія 1 лютого 2008 року, де група зіграна до аудиторії близько 30,000 фанів. Перший етап турне складався з 24 концертів у 21 місті, подорожуючи понад 50,000 миль в групі власному літаку «Ed Force One» — вони грали їхні перші концерти в Коста-Риці і Колумбії і їх вперше після 1992 року у Австралії. 12 травня група випустила нову компіляцію, з назвою Somewhere Back In Time — The Best Of: 1980-1989. Диск містить вибір треків від дебюту групи у 1980 до альбому Seventh Son Of A Seventh Son, зокрема деяка кількість живих версій з Live After Death.
Це турне також відзначається першим західноканадським етапом за минулі 20 років, на якому всі канадські дати були розпродані в межах пари днів. З єдиним концертом в стадіоні Твікенгем у Великій Британії, це турне також відзначається першим британським шоу у стадіоні для Iron Maiden.
Протягом турне Somewhere Back In Time Брюс Дікінсон сказав, що є плани, що Iron Maiden напише і запише новий альбом, котрий, ймовірно, вийде наступного року. Дікінсон також інформує аудиторії, що майбутні тури зображатимуть більш недавній матеріал групи.
4 серпня планується реліз нового альбому групи The Book of Souls (на момент написання статті 2015 рік), який вийде на двох дисках та включатиме 11 композицій з загальною тривалістю 92 хвилин 11 секунд, що робить його найтривалішим з альбомів групи.

## Вплив
Iron Maiden були класифіковані №24 в VH1 «100 найграндіозніших виконавців хард-року» і в журналі Kerrang! були оцінені як найголовніша група минулих 25 років. Група потрапила на четверте місце на MTV «10 найліпших хеві-метал-груп всіх часів». Iron Maiden були на «VH1 Classic: 20 найліпших метал-груп» названі третьою найкращою метал-групою всіх часів. Група також отримала Нагороду Айвор Новелло для міжнародного досягнення у 2002 році. Група була також офіційно введена в посаду в голлівудський RockWalk протягом їх турне в Сполучених Штатах у 2005 році.

## Дискографія
Студійні альбоми
- 1980 — Iron Maiden
- 1981 — Killers
- 1982 — The Number of the Beast
- 1983 — Piece of Mind
- 1984 — Powerslave
- 1986 — Somewhere in Time
- 1988 — Seventh Son of a Seventh Son
- 1990 — No Prayer for the Dying
- 1992 — Fear of the Dark
- 1995 — The X Factor
- 1998 — Virtual XI
- 2000 — Brave New World
- 2003 — Dance of Death
- 2006 — A Matter of Life and Death
- 2010 — The Final Frontier
- 2015 — The Book of Souls
- 2021 — Senjutsu

## Склад гурту
| (1975—1976)                      | - Пол Дей — вокал - Дейв Салліван — гітара - Террі Ренс — гітара - Стів Гарріс — бас-гітара - Рон Метьюз — ударні      |
| (1976)                           | - Пол Дей — вокал - Дейв Меррей — гітара - Террі Ренс — гітара - Стів Гарріс — бас-гітара - Рон Метьюз — ударні        |
| (1976—1977)                      | - Денніс Вілкок — вокал - Дейв Меррей — гітара - Боб Сойєр — гітара - Стів Гарріс — бас-гітара - Рон Метьюз — ударні   |
| (1977)                           | - Денніс Уилкок — вокал - Террі Вопром — гітара - Стів Гарріс — бас-гитара - Тоні Мур — клавішні - Тандерстік — ударні |
| (1977—1978)                      | - Стів Гарріс — бас-гітара - Дуґ Семпсон — ударні                                                                      |
| (1978—1979) The Soundhouse Tapes | - Пол Ді’Анно — вокал - Дейв Меррей — гітара - Стів Гарріс — бас-гітара - Дуґ Семпсон — ударні                         |
| (1979)                           | - Пол Ді’Анно — вокал - Дейв Меррей — гітара - Пол Кеенс — гітара - Стів Гарріс — бас-гітара - Дуґ Семпсон — ударні    |
| (1979)                           | - Пол Ді’Анно — вокал - Дейв Меррей — гітара - Пол Тодд — гітара - Стів Гарріс — бас-гітара - Дуґ Семпсон — ударні     |
| (1979)                           | - Пол Ді’Анно — вокал - Дейв Меррей — гітара - Дейв Мак — гитара - Стів Гарріс — бас-гітара - Дуґ Семпсон — ударні     |
| (1979)                           | - Пол Ді’Анно — вокал - Дейв Меррей — гітара - Тоні Парсонс — гітара - Стів Гарріс — бас-гітара - Дуґ Семпсон — ударні |
| (1979)                           | - Пол Ді’Анно — вокал - Дейв Меррей — гітара - Стів Гарріс — бас-гітара - Дуґ Семпсон — ударні                         |

| (1979—1980)                                                                                    | - Пол Ді’Анно — вокал - Дейв Меррей — гітара - Деніс Стреттон — гітара, бек-вокал - Стів Гарріс — бас-гітара - Дуґ Семпсон — ударні                                  |
| (1980) Iron Maiden                                                                             | - Пол Ді’Анно — вокал - Дейв Меррей — гітара - Деніс Стреттон — гітара, бек-вокал - Стів Гарріс — бас-гітара, бек-вокал - Клайв Барр — ударні                        |
| (1980—1981) Killers                                                                            | - Пол Ді’Анно — вокал - Дейв Меррей — гітара - Адріан Сміт — гітара, бек-вокал - Стів Гарріс — бас-гітара, бек-вокал - Клайв Барр — ударні                           |
| (1981—1982) The Number of the Beast                                                            | - Брюс Дікінсон — вокал - Дейв Меррей — гітара - Адріан Сміт — гітара, бек-вокал - Стів Гарріс — бас-гітара, бек-вокал - Клайв Барр — ударні                         |
| (1982—1990) Piece of Mind, Powerslave, Somewhere in Time, Seventh Son of a Seventh Son         | - Брюс Дікінсон — вокал - Дейв Меррей — гітара - Адріан Сміт — гітара, бек-вокал - Стів Гарріс — бас-гітара, бек-вокал - Ніко МакБрейн — ударні                      |
| (1990—1993) No Prayer for the Dying, Fear of the Dark                                          | - Брюс Дікінсон — вокал - Дейв Меррей — гітара - Янік Ґерс — гітара - Стів Гарріс — бас-гітара, бек-вокал - Ніко МакБрейн — ударні                                   |
| (1993—1999) The X Factor, Virtual XI                                                           | - Блейз Бейлі — вокал - Дейв Меррей — гітара - Янік Ґерс — гітара - Стів Гарріс — бас-гітара, бек-вокал - Ніко МакБрейн — ударні                                     |
| (1999-present) Brave New World, Dance of Death, A Matter of Life and Death, The Final Frontier | - Брюс Дікінсон — вокал - Дейв Меррей — гітара - Адріан Сміт — гітара, бек-вокал - Янік Ґерс — гітара - Стів Гарріс — бас-гітара, бек-вокал - Ніко МакБрейн — ударні |